# 3064 Zimmer
3064 Zimmer је астероид главног астероидног појаса са средњом удаљеношћу од Сунца која износи 2,453 астрономских јединица (АЈ).
Апсолутна магнитуда астероида је 13,0.